# Escultura de san Pedro (Hospital de Tavera)
San Pedro es una escultura realizada por Giraldo de Merlo según diseño del Greco. Forma parte del conjunto artístico de la iglesia del Hospital de Tavera en Toledo. Está situada en el lado de la epístola, formando pendant con la escultura de san Pablo, situada en el lado del evangelio del retablo principal de dicho conjunto.

## El retablo de la iglesia del Hospital de Tavera
El retablo forma dos grandes cuerpos, separados por columnas de orden compuesto y por pilastras, rematado por amplias cornisas salientes, y consta de ocho estatuas. Originalmente, la estructura y las esculturas estaban dorados, pero actualmente está repintado, imitando mármoles, de forma que el oro solamente permanece en basas y capiteles.

### Esculturas
Según parece, las estatuas del retablo representan a los siguientes personajes:
1. En unas hornacinas del cuerpo inferior, de izquierda a derecha: la escultura de san Pablo y la presente escultura de San Pedro.
2. Encima de él: Santiago el Mayor y Mateo el Evangelista.
3. En la repisa del remate, de izquierda a derecha: Andrés el Apóstol, la Virgen María, Juan el Evangelista y Tomás el Apóstol.[3]

El San Juan Bautista del cuerpo principal fue realizado por Antonio Cuello. Las otras esculturas, obra de Giraldo de Merlo —terminadas por un escultor desconocido— presentan un estilo homogéneo, notablemente alargado, y no se iniciaron antes de la muerte del Greco. San Pedro está representado de pie, con su mano derecha sosteniendo un libro, mientras que su izquierda porta unas llaves, su atributo tradicional. Una tasación realizada el 22 de septiembre de 1628 asegura que dichas esculturas se habían realizado de acuerdo con la traza vieja. Esto es la prueba definitiva de que el escultor había utilizado los dibujos originales del Greco, ya que en el contrato inicial, de 16 de noviembre de 1608, se le encarga el retablo con unas esculturas, cuyos dibujos ya habían sido aceptados. Su forma alargada y tipología facial confirman esta evidencia documental. Además, las otras obras realizadas por Giraldo de Merlo son muy diferentes.
Una referencia de Sixto Ramón Parro en 1854, acerca de la pintura marmórea en la arquitectura, señala que estas estatuas —originalmente doradas— fueron pintadas de blanco, probablemente debido a la tendencia neoclásica del siglo XIX.